# Anthenea mexicana
Anthenea mexicana är en sjöstjärneart som beskrevs av A.H. Clark 1916. Anthenea mexicana ingår i släktet Anthenea och familjen Oreasteridae. Inga underarter finns listade i Catalogue of Life.